# François-Marie van Broglie
François-Marie, graaf van Broglie en Revel  (Piëmont, 1 november 1611 – 2 juli 1656) was een prominent soldaat en commandant in de Dertigjarige Oorlog. 
Zijn oorspronkelijke naam was Francesco-Maria di Broglia, conte di Revel. Toen hij in 1643 tot Fransman werd genaturaliseerd verfranste hij zijn naam.
Broglie stichtte een van de meest duurzame families binnen de Franse aristocratie. Zijn zoon Victor-Maurice werd een maarschalk van Frankrijk. Zijn kleinzoon, François-Marie (ook een maarschalk van Frankrijk) werd de eerste hertog van Broglie. De vroeg-twintigste-eeuwse natuurkundige Louis-Victor de Broglie was een van zijn nazaten.